# Marie Malissen
Marie Malissen, née le 5 janvier 1954, est une biologiste moléculaire et directrice de recherches française spécialiste de l'immunologie. Elle mène ses recherches au Centre d'immunologie de Marseille-Luminy. Elle reçoit la médaille d'argent du CNRS en 2008.

## Biographie
Marie Malissen s'intéresse à l'écologie et veut agir pour préserver la biodiversité. Elle décide donc de s'orienter vers des études de biologie végétale. Elle obtient une maîtrise puis décide de se réorienter vers la biologie marine car les professeurs de botaniques lui font comprendre qu'ils ne veulent pas de femmes chercheuses dans les laboratoires. Elle effectue des recherches sur les diatomées, des algues unicellulaires qui constituent, en grande partie, le phytoplancton, pour sa thèse de 3e cycle en biologie marine. En mars 1978, survient le naufrage du pétrolier Amoco Cadiz au large de Portsall dans le Finistère. Marie Malissen s'intéresse au programme national d’étude de l’impact des hydrocarbures sur les algues mais elle ne peut pas y participer car  on ne veut pas de femmes sur les gros programmes de recherche nécessitant des séjours en mer prolongés. 
Elle décide de se réorienter à nouveau en 1980 vers la biologie moléculaire et entre à l'Université de la Méditerranée Aix-Marseille II. Elle intègre le Centre d'immunologie de Marseille-Luminy en 1984 et y mène des recherches sur les récepteurs des lymphocytes T sous la direction de Richard Giegé. Elle soutient sa thèse de doctorat en 1989. 
Entre 2001 et 2005, elle est membre du conseil scientifique du CNRS.
Elle mène ses recherches avec son conjoint, Bernard Malissen qui est également immunologiste. Leurs travaux ont principalement porté sur la description des mécanismes de recombinaison génétique permettant la synthèse des récepteurs des cellules T (TCR) — récepteur de surface qui déclenche la différenciation cellulaire du lymphocyte T qui le porte et permet de contribuer aux défenses des organismes contre des agents infectieux ou des tumeurs — et sur l’étude de leur structure tridimensionnelle.

## Distinctions
- 2020 :  Officier de la Légion d'honneur (décret du 31 décembre 2020)[6]
- 2011 :  Chevalière de la Légion d'honneur (décret du 22 avril 2011)[7],[8]
- 2008 : Médaille d'argent du CNRS[1]